# Texture16
『Texture16』は、Koji Nakamura/Nyantoraのアルバム。2018年8月16日にMeltintoより発売された。

## 解説
SUPERCARのフロントマンである中村弘二がKoji Nakamura/Nyantora両名義で制作しているCD-Rシリーズ「Texture」の第16弾。
中村のオンラインショップ「Meltinto」や、ライブ会場で販売されている。
ジャケットのスタンプの色は黄色、色紙は赤。
2023年12月1日に収録曲全ての曲名が発表された。

## 収録曲
1. Mevius
2. Ghost And Demons
3. Snake Eater
「Texture Web2」にも収録された。後にショートPVが中村の公式Twitterで公開された。
4. Venoa
5. Summer Girl Neru
音源がSoundCloudで公開されている。「Texture Web」にも収録された。後にショートPVが中村の公式Twitterで公開された。
6. Chaser
7. YuY
8. Kick&Dash
9. Moss
10. ropin
ショートPVが中村の公式Twitterで公開されている。
11. Acidjam
12. Takemitsu Bell
13. SEAc

全作曲・編曲：中村弘二